# Elecciones generales de Kenia de 1963
Las elecciones generales de Kenia de 1963 se celebraron en mayo de 1963. Fueron las últimas elecciones nacionales parcialmente democráticas que tendría el país, y también fueron las últimas realizadas antes de la independencia. No se realizaron en una parte del norte país debido a la disputa territorial con Somalia, por lo que hubo 5 diputados y 3 senadores vacantes. La Unión Nacional Africana de Kenia (KANU) de Jomo Kenyatta obtuvo mayoría absoluta en la Cámara de Representantes con 83 de los 124 escaños disputados, y fue la primera minoría del Senado con 18 de los 38 escaños. La coalición entre la Unión Democrática Africana de Kenia (KADU) y el Partido del Pueblo Africano (APP) obtuvieron 41 diputados y 18 senadores (33 y 8 diputados y 16 y 2 senadores respectivamente), aunque ambos partidos se disolverían a lo largo de la legislatura para unirse al KANU, precipitando la conversión de Kenia en un estado de partido único para el final de la década.

## Resultados

### Cámara de Representantes
| Partido                             | Votos     | %     | Diputados       | Diputados | Diputados | Diputados |
| Partido                             | Votos     | %     | Circunscripción | Nacional  | Total     | +/−       |
| ----------------------------------- | --------- | ----- | --------------- | --------- | --------- | --------- |
| Unión Nacional Africana de Kenia    | 988.311   | 53.60 | 72              | 11        | 83        | +64       |
| Unión Democrática Africana de Kenia | 476.218   | 25.83 | 32              | 1         | 33        | +22       |
| Partido del Pueblo Africano         | 137.008   | 7.43  | 8               | 0         | 8         | Nuevo     |
| Unión Política de Baluhya           | 14.896    | 0.81  | 0               | 0         | 0         | −1        |
| Partido Popular Costero             | 9.135     | 0.50  | 0               | 0         | 0         | 0         |
| Independientes                      | 218.311   | 11.84 | 0               | 0         | 0         | Nuevo     |
| Vacantes                            | −         | −     | 5               | −         | 5         | −         |
| Total                               | 1.843.879 | 100   | 117             | 12        | 129       | +96       |
| Votantes registrados/participación  | 2.583.000 | 71.39 | −               | −         | −         | −         |
| Fuente: EISA, Sternberger et al.    |           |       |                 |           |           |           |

### Senado
| Partido                                  | Votos     | %     | Senadores |
| ---------------------------------------- | --------- | ----- | --------- |
| Unión Nacional Africana de Kenia         | 1.028.906 | 59.18 | 18        |
| Unión Democrática Africana de Kenia      | 474.933   | 27.32 | 16        |
| Partido del Pueblo Africano              | 147.039   | 8.46  | 2         |
| Unión Política de Baluhya                | 5.520     | 0.32  | 0         |
| Independientes                           | 82.328    | 4.73  | 1         |
| Unión Africana de la Provincia de Nyanza | –         | –     | 1         |
| Votos en blanco/anulados                 | 7.662     | –     | –         |
| Total                                    | 1.746.388 | 100   | 38        |
| Votantes registrados/participación       | 2.583.000 | 67.61 | –         |
| Fuente: EISA                             |           |       |           |